# Bartłomiej Pawełczak
Bartłomiej Pawełczak , poljski veslač, * 7. junij 1982, Więcbork.
Pawełczak je za Poljsko nastopil v lahkem četvercu brez krmarja na Poletnih olimpijskih igrah 2008 v Pekingu in z njim tam osvojil srebrno medaljo.

## Nagrade
Za zasluge v športu je leta 2008 prejel Zlati križ za zasluge